# Фрунзару
Фрунзару (рум. Frunzaru) — село у повіті Олт в Румунії. Входить до складу комуни Спринчената.
Село розташоване на відстані 127 км на захід від Бухареста, 46 км на південний схід від Слатіни, 69 км на південний схід від Крайови.

## Населення
За даними перепису населення 2002 року у селі проживала 591 особа, усі — румуни. Усі жителі села рідною мовою назвали румунську.